# Juicy
Juicy (englisch für „Saftig“) ist ein Lied des US-amerikanischen Rappers The Notorious B.I.G., bei dem der Refrain von der Girlgroup Total gesungen wird. Der Song ist die erste Singleauskopplung seines Debütalbums Ready to Die und wurde am 8. August 1994 veröffentlicht.

## Inhalt
Inhaltlich dreht sich das Lied um den sozialen Aufstieg „vom Tellerwäscher zum Millionär“, den The Notorious B.I.G. geschafft hat. Zu Beginn macht er eine Ansage an alle Leute, die ihm früher erzählten, dass er nichts im Leben erreichen würde oder die Polizei riefen, weil er Drogen verkaufte. Anschließend rappt er über seinen Traum Rapstar zu werden und wie er seinen Idolen, die er in der Zeitung sah oder im Radio hörte, darunter Salt ’n’ Pepa, Heavy D, Marley Marl oder Funkmaster Flex, nacheiferte. Doch nun stehe er selbst im Rampenlicht und sei reich. Im von Total gesungenen Refrain heißt es, dass man nach den Sternen greifen und sich nie unterkriegen lassen solle, um seine Ziele zu erreichen. In der zweiten Strophe vergleicht The Notorious B.I.G. sein momentanes Leben im Überfluss mit seinem früheren als Kleinkrimineller und Schulabbrecher in Armut. Damals hätten sich Frauen über ihn lustig gemacht, während er heute Liebesbriefe bekomme. Er könne nun ein Leben in Luxus und ohne Angst führen. Die dritte Strophe führt den Reichtum weiter aus, so rappt er über seine teuren Möbel, Autos und Häuser, in denen er mit seinen Freunden feiert. Zudem erwähnt er seine Mutter, die früher in Armut lebte, doch nun an seinem Reichtum teilhabe und stolz auf ihn sei.

## Produktion und Samples
Das Lied wurde von Sean „Puffy“ Combs in Zusammenarbeit mit Jean-Claude „Poke“ Olivier von den Trackmasters produziert. Dabei verwendeten sie ein Sample des Stücks Juicy Fruit von der US-amerikanischen R&B-Gruppe Mtume aus dem Jahr 1983, auf dem die Melodie und der Refrain von Juicy aufbauen.

## Musikvideo
Das Musikvideo zu Juicy wurde unter der Regie von Sean Combs gedreht und feierte im August 1994 Premiere. Darin rappt The Notorious B.I.G. den Song zunächst auf der Treppe vor einem Haus und später in Form eines Interviews mit einer Reporterin sowie auf der Straße, im Gefängnis und bei einer Poolparty. Einzelne Szenen orientieren sich am Inhalt des Liedes und zeigen wie The Notorious B.I.G. verhaftet wird, weil er Drogen verkaufte oder sich mit seiner Mutter stritt als sie in Armut lebten, während er nun seinen Reichtum glorifiziert.
Mit über 390 Millionen Aufrufen ist es das meistgesehene Video des Rappers auf YouTube (Stand: Juni 2021).

## Single

### Covergestaltung
Das Singlecover ist in Schwarz-weiß gehalten und zeigt eine Großaufnahme von The Notorious B.I.G.s Gesicht, das den Betrachter mit ernstem Blick ansieht. Im oberen Teil des Bildes befindet sich der Schriftzug The Notorious BIG, während der Titel Juicy am unteren Bildrand steht.

### Chartplatzierungen
Mit Juicy erreichte The Notorious B.I.G. erstmals die US-amerikanischen Charts, wobei der Song Platz 27 belegte und sich 20 Wochen in den Top 100 hielt. Auch im Vereinigten Königreich gelang erstmals der Charteinstieg mit Rang 72.
| ChartsChartplatzierungen       | Höchstplatzierung | Wochen |
| ------------------------------ | ----------------- | ------ |
| Vereinigte Staaten (Billboard) | 27 (20 Wo.)       | 20     |
| Vereinigtes Königreich (OCC)   | 72 (2 Wo.)        | 2      |

### Auszeichnungen für Musikverkäufe
Juicy erhielt im Jahr 2022 für mehr als sechs Millionen verkaufte Exemplare in den Vereinigten Staaten eine sechsfache Platin-Schallplatte. Im selben Jahr wurde es im Vereinigten Königreich für über 1,2 Millionen Verkäufe mit Doppel-Platin ausgezeichnet.

| Land/Region                  | Auszeichnungen für Musikverkäufe (Land/Region, Auszeichnung, Verkäufe) | Verkäufe  |
| ---------------------------- | ---------------------------------------------------------------------- | --------- |
| Dänemark (IFPI)              | Gold                                                                   | 45.000    |
| Italien (FIMI)               | Gold                                                                   | 50.000    |
| Kanada (MC)                  | 7× Platin                                                              | 560.000   |
| Neuseeland (RMNZ)            | 6× Platin                                                              | 180.000   |
| Vereinigte Staaten (RIAA)    | 6× Platin                                                              | 6.000.000 |
| Vereinigtes Königreich (BPI) | 2× Platin                                                              | 1.200.000 |
| Insgesamt                    | 2× Gold · 21× Platin ·                                                 | 8.035.000 |

## Rezeption
Juicy wurde in die Bestenlisten zahlreicher Musikmagazine und Internetseiten aufgenommen. So setzte es beispielsweise der Rolling Stone auf Platz 8 der besten Rapsongs aller Zeiten sowie auf Rang 424 der 500 besten Lieder der Geschichte.
In der Pop-Anthologie der Frankfurter Allgemeinen Zeitung schreibt Martin Andris, dass The Notorious B.I.G. in „Juicy“ die Tradition von Hip-Hop als Tanz- und Partykultur aufleben lasse. Rap sei für B.I.G. „zunächst Klangkunst und Musik, erst dann Symptom der Zustände, soziales Dokument oder gar Sprachrohr der Jugend.“
In der rückblickenden Rezension des zugehörigen Albums Ready to Die bei laut.de beschrieb Dany Fromm den Song als „cheesy as fuck, aber unzweifelhaft legendär.“ Mit Mtumes Juicy Fruit-Sample sei es „der erste Hip-Hop-Mainstream-Hit und zugleich die Blaupause für jeden Rap-Track mit R’n’B-Hookline.“